# D'anime e d'animali
D'anime e d'animali è il terzo album (secondo in studio) del gruppo musicale italiano Per Grazia Ricevuta, pubblicato nel 2004.

## Descrizione
L'album è stato prodotto da Peter Walsh.

## Tracce
1. Alla pietra (9 luglio 2003) – 6:20
2. Casi difficili – 7:29
3. Divenire – 5:02
4. Orfani e vedove – 4:51
5. Tu e io – 4:07
6. I miei nonni – 6:32
7. Io e te – 4:42
8. Cavalli e cavalle – 4:34
9. S'ostina – 5:10
10. P.G.G.G.R. – 4:52
11. Si può – 4:15

Durata totale: 57:54

## Crediti

### Formazione
- Giovanni Lindo Ferretti — voce
- Giorgio Canali — chitarra elettrica; voce (traccia 10)
- Gianni Maroccolo — basso; chitarra acustica (tracce 1, 3, 6), tastiere (traccia 9), elettronica (traccia 9), chitarra elettrica (traccia 10)
- Pino Gulli — batteria
- Cristiano Della Monica — percussioni (tracce 1, 2, 4, 5, 9-11), basso (tracce 1, 3, 6, 8, 9), tammorra (traccia 2, 10), cori (tracce 2, 3, 9), batteria (traccia 7), voce (traccia 10)

### Altri musicisti
- Claudia Rizzitelli — violino (traccia 4, 7, 8)
- Giovanna Berti — violino (traccia 4, 7, 8)
- Martina Chiarugi — viola (tracce 4, 6-8)
- Marilena Cutruzzulà — violoncello (traccia 4, 7, 8)
- Andreino Salvadori — tzouras (traccia 4)
- Orrio Odori — clarinetto (traccia 2)
- Saverio Lanza — slide guitar (traccia 8)
- James Halliwell — Organo Hammond (tracce 1, 3, 6, 9), Harmonium (traccia 6), vibrafono (traccia 11)
- Peter Walsh — tastiere (tracce 3, 5, 7), grooves (tracce 3, 7)[1]

### Personale tecnico
- Peter Walsh - produzione discografica
- Lorenzo 'Moka' Tommasini - tecnico del suono